# Catocala connubialis

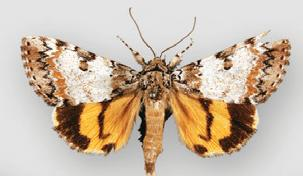
Catocala connubialis f. cordelia

Catocala connubialis ist ein in Nordamerika vorkommender Schmetterling (Nachtfalter) aus der Familie der Eulenfalter (Noctuidae).

## Merkmale

### Falter
Mit einer Flügelspannweite von 37 bis 47 Millimetern zählen die Falter zu den kleinen Ordensbändern (Catocala). Die Farbe der Vorderflügeloberseite ist hellgrau bis graubraun marmoriert. Die äußere Querlinie ist schwarzbraun und stark gezackt. Eine Sub-Nierenmakel hebt sich hell ab. Die Diskalregion der Vorderflügeloberseite ist bei der Form cordelia auffällig weißgrau gefärbt. Die kräftig dottergelb gefärbte Hinterflügeloberseite zeigt eine breite schwarzbraune Saumbinde. Eine weitere, mittige, schmale schwarze Binde knickt am unteren Ende v-förmig ab. Am Analwinkel befindet sich ein kleiner schwarzer Fleck.

### Raupe
Ausgewachsene Raupen sind hellbraun bis braungrau gefärbt und schwach dunkel punktiert. Auf dem dritten und siebenten Körpersegment befinden sich helle sattelartige Erhebungen.

## Verbreitung und Lebensraum
Catocala connubialis kommt von Prince Edward Island, New Brunswick, Nova Scotia, Ontario und Québec entlang der nordamerikanischen Ostküste Richtung Süden bis Florida sowie Richtung Westen bis Texas, Oklahoma und Missouri verbreitet vor. Die Art besiedelt in erster Linie Laubwälder.

## Lebensweise
Die nachtaktiven, univoltinen Falter sind je nach der klimatischen Region zwischen Mai und September anzutreffen. Sie besuchen künstliche Lichtquellen und Köder. Die Raupen ernähren sich von den Blättern von Eichenarten (Quercus), bevorzugt von der Roteiche (Quercus rubra). Die Art überwintert im Eistadium.